# 森田祐司
森田 祐司（もりた ゆうじ、1981年2月4日 - ）は、日本のギタリスト、作曲家、編曲家、スタジオ・ミュージシャン。大阪府出身、MIハリウッド音楽学校卒。自他共に認める猫好き。実父と実兄共にゴルフのレッスンプロ。オーストラリアのギターメーカー「Cole Clark」の契約アーティスト。

## 人物
幼少期にモデルを務めた事があり、その後台湾に移り台北日本人学校に入学。この期間にテコンドーを習っていた。容姿の良さから台湾の富豪に気に入られ、養子縁組を求められる。帰国後、奈良県で学生時代を過ごし中学時代にはバレーボール部で主将及びエースを務め、市の大会では何度も優勝を果たしたが、高等学校入学後の怪我の影響でバレーボールを断念。中学の終わり頃からギターを始めていたこともあり、軽音楽部を自ら設立。
同校の先輩と結成したハードロックバンドで本格的にバンド活動を開始し、各地でライブを行いCDを販売し一日で完売させる。当時文化祭でMR. BIGやイングヴェイ・マルムスティーンを披露していた。卒業後に渡米しハリウッド音楽学校に入学。Toshi Hiketaやスコット・ヘンダーソンらに師事する傍ら、親友であるスウェーデン人のドラマーとファンク・フュージョンバンドを組み活動をする。その中で、インディーズ時代のジョー・ハーン（リンキン・パーク）と数回セッションをしたり、中国の京胡奏者、呉汝俊と度々食事に行くなどの交友関係を築く。

## 来歴
2000年に帰国後上京し、留学時代の日本人と共にファンク・ロック・バンド「BUCK」を結成。
2004年、師匠であるToshi Hiketaが加入していたデイヴィッド・リー・ロスバンドの演奏隊である「The Hideous Sun Demons」に西本圭介をベーシストに迎え、「世界初」の2マンライヴを自身で企画・開催する。同日に、上記メンバーに加え、松田FIRE卓巳や石黒彰などをゲストとして迎えたセッションが収録されたDVDを発売。そのイベントでの活躍が「YOUNG GUITAR」のコラムで取上げられる。
2006年、テレビ東京の番組「懸賞伝説」OP曲を手がける。同年5月にCLUB CITTA'にてavex trax主催イベントに参加。7月に新たな活動の場を求め「BUCK」を脱退。脱退後、多数のオファーを受けR&B、ラテン、ファンク、ハードロック等数多くのサポートやスタジオワークをこなし、10月に「G-Lab.」の結成メンバーとして活動開始。全国のFMやTOKYO MXの音楽番組等に出演。
2007年、G-Lab.で活動する傍ら、スパイシージャムのサポートギタリストとしてレコーディングやコンサートツアーをこなす。
2008年2月にG-Lab.は解散となり、同月よりメジャー、インディーズを問わず、ライブやレコーディングにおいてのフリーのサポートギタリストとして活動。また作曲家、講師として新たに活動開始し 3月には聖（ひじり）のライブサポートで関東各地及び福岡ドームへ出演。
2009年、『Bond&Co.』に所属するAizdean（アイズディーン）のサポートギタリストとなり、同事務所の専属作家の原田アツシの楽曲にもギタリストとして参加。7月7日に発売されたAizdeanのシングル「I Need you Baby / One」の両曲に参加。並行して、徳山秀典のレコーディング及びライブにギタリストとして参加。4月にはギターメーカー「ColeClark」とアーティスト契約締結。井上和彦のアルバム「風〜Hey!和〜」のサイボーグ009の主題歌「誰がために」に参加。
2010年、石渡奈緒美のライブに、渡辺敦子、愛川ヒロキ、梶原徹也、星山哲也等と共にサポート参加。3月3日発売のAizdeanのメジャー・デビュー・アルバム「Hadiah」に参加する。その間、様々なBGM制作やサポート業を行い初夏に自らがメンバーとして参加するバンド「aotsuki」（アオツキ）を高田宏太郎等と結成。映画「君が踊る、夏」の劇伴にクラシック・ギターで参加。

## 映画 劇伴（作編曲・演奏参加作品）
2011年
- 「Miss Boys! 決戦は甲子園!?編」主演：鎌苅健太　監督：佐藤佐吉
- 「ギャルバサラ -戦国時代は圏外です-」主演：有村架純　監督：佐藤太
- 「ポールダンシングボーイ☆ず」主演：D2　監督：金子修介

2012年
- 「ゾンビデオ」ゆうばり国際ファンタスティック映画祭　主演：矢島舞美　監督：村上賢司
- 日中友好40周年記念「明日に架ける愛」主演：市井紗耶香　アレックス・ルー主演　監督：香月秀之
- 「初恋」監督：行定勲
- 「Miss Boys! 友情のゆくえ編」主演：鎌苅健太　監督：佐藤佐吉
- 「死ガ二人ヲワカツマデ…第一章/第二章」主演：喜矢武豊、豊永利行、藤江れいな 監督：松村清秀

2013年
- 「極道の妻たち Neo」主演：黒谷友香　監督：香月秀之
- 「東京闇虫 part1〜2」主演：桐山漣　監督：佐藤佐吉
- 「新大久保物語」主演：MYNAME　監督：藤原健一
- 「生贄のジレンマ 上/中/下」、第四回ロシアホラー映画祭特別賞作品　主演：須賀健太、竹富聖花　監督：金子修介
- 「幕末奇譚　SHINSEN 5 弐」主演：馬場徹、神永圭佑、馬場良馬、矢神蓮、相馬圭祐　監督：佐藤太
- 「Buttefly」主演・監督：市川隼人

2014年
- 「ベイブルース 25歳と364日」第6回沖縄国際映画祭　監督：高山トモヒロ　主演：波岡一喜
- 「半グレ vs ヤクザ 1〜3」主演：中野英雄、山根和馬　監督：佐藤太
- 「奴隷区 僕と23人の奴隷」主演：秋元才加、本郷奏多　監督：佐藤佐吉
- 「テコンドー魂〜Rebirth〜」主演：井上正大、馬場良馬、浜尾京介　監督：香月秀之
- 「少女は異世界で戦った」ゆうばり国際ファンタスティック映画祭　主演：花井瑠美、武田梨奈、清野菜名、加弥乃　監督：金子修介

## TV（作編曲・演奏参加作品）
ドラマ
- テレビ東京
  - 「マジすか学園2」
  - 「マジすか学園3」
  - 「さばドル」
- 名古屋テレビ 開局50周年記念作品「ギャルバサラ外伝」
- TVK
  - 「横浜見聞伝スター☆ジャン Episode1」
  - 「横浜見聞伝スター☆ジャン 外伝」
- 配信ムービー 「横浜見聞伝スター☆ジャン Episode0」

その他
- J SPORTS 「野球好きニュース」
- フジテレビ 「Numer0nMV」
- テレビ東京 「mynameのダブルキッチン」OPテーマ曲ギター

## 参加音源・共演者
国内
- I Need You Baby/ONE 「Aizdean」Rec/Live
- 約束 feat.Gas-Tank. 「西浦秀樹」Rec
- ダルメシアン 「中里文音」Rec
- Precious Rec
- 上良早紀 Rec
- None of your Business 「BUCK」Rec/Live
- Hadiah〜The First Step〜 「Aizdean」Rec/Live
- Wipe Out 「BUCK」Rec/Live/Compose
- No Way 「BUCK」Rec/Live/Compose
- 石渡奈緒美 Live
- 渡辺敦子 Live
- Just a minute 「BUCK」Rec/Live
- The Underground Style Vol.6(DVD+CD)「BUCK」Rec/Live/Compose
- G「G-Lab.」Rec/Live/Compose
- 梶原徹也 Live
- Amazing Story 「G-Lab.」Rec/Live/Compose
- P.O.B Rec
- コックテイル Live
- ソウル・II・ソウル「スパイシージャム」Rec/Live
- 愛唄　「徳山秀典」Rec/Live
- 風〜Hey!和〜 「井上和彦」Live
- 舞台「美しい奇跡」主題歌 Rec
- Ataraxia Live
- 聖（ひじり） Live/Acoustic Arrange
- Tsukiko LOVE Live
- 五月雨　「五月雨」Rec/Live
- chi ja Live

海外
- Damm　「Sweet Sign」Rec/Live
- What's Up!「James Shepard with friends」Rec/Live/Compose